# 余鼎
余鼎，江西星子县人，明朝政治人物、进士。
永樂二年（1404年），余鼎中二甲第五十九名進士，授庶吉士。明成祖命解縉選士，其從進士中選余鼎入文淵閣。之後參與修撰《文献大成》。永乐十七年，改为监察御史。永乐十九年，改授翰林院侍讲。